# دیو سیم
دیو سیم (انگلیسی: Dave Sime; ۲۵ ژوئیهٔ ۱۹۳۶ – ۱۲ ژانویهٔ ۲۰۱۶) ورزشکار دو و میدانی اهل ایالات متحده آمریکا بود.